# Hongaarse dansen (Brahms)
De Hongaarse dansen (Duits: Ungarische Tänze) van de componist Johannes Brahms (ook aangeduid als WoO 1) zijn een verzameling van 21 dansen voor vierhandig piano. Alleen de nummers 11, 14 en 16 zijn geheel originele composities van Brahms. De melodieën van de andere dansen zijn niet oorspronkelijk van Brahms zelf, maar zijn een bewerking van bestaande melodieën. Het zijn ook echter geen originele Hongaarse volksliederen van Hongaarse zigeuners zoals vaak wordt aangenomen, maar meer thema's die Brahms kende via de violist Eduard Reményi. Deels zijn ze afkomstig van Reményi zelf en deels van andere componisten uit de Hongaarse folklore uit die tijd. De Hongaarse dansen behoren tot Brahms' bekendste werken, en Brahms heeft er in elk geval goed aan verdiend.

## Geschiedenis
De Hongaarse dansen ontstonden in de jaren 1858-69 in de oorspronkelijke versie voor vierhandig piano. Later maakte Brahms een transcriptie voor pianosolo (twee handen dus) van de eerste tien dansen. Brahms maakte zelf een transcriptie voor orkest van de dansen nr. 1, nr. 3 en nr. 10 in 1873, die op 5 februari 1874 onder leiding van de componist zelf in Leipzig in première gingen. De andere dansen werden georkestreerd door andere componisten, onder wie Antonín Dvořák. Van sommige dansen wijkt de toonsoort van de orkestversie af van de oorspronkelijke pianoversie. De bekendste van de Hongaarse dansen is nr. 5 (in fis-mineur in de originele versie en g-mineur in de orkestversie). De Hongaarse dansen van Brahms vertonen verwantschap met de al even populaire Slavische dansen van Dvořák en hebben die mogelijk beïnvloed.

## Overzicht van de 21 dansen
| Nr. | Tempoaanduiding     | Toonsoort pianoversie | Toonsoort orkestversie | Bewerker                                |
| --- | ------------------- | --------------------- | ---------------------- | --------------------------------------- |
| 1   | Allegro molto       | g-mineur              | g-mineur               | Johannes Brahms (1)                     |
| 2   | Allegro non assai   | d-mineur              | d-mineur               | Andreas Hallén (2)                      |
| 3   | Allegretto          | F-majeur              | F-majeur               | Johannes Brahms                         |
| 4   | Poco sostenuto      | f-mineur              | fis-mineur             | Paul Juon                               |
| 5   | Allegro             | fis-mineur            | g-mineur               | Albert Parlow (3), Martin Schmeling (4) |
| 6   | Vivace              | Des majeur            | D-majeur               | Martin Schmeling, Albert Parlow         |
| 7   | Allegretto          | F-majeur              | A-majeur               | Martin Schmeling, Johan Andreas Hallén  |
| 8   | Presto              | a-mineur              | a-mineur               | Robert Schollum                         |
| 9   | Allegro non troppo  | e-mineur              | e-mineur               | Robert Schollum                         |
| 10  | Presto              | E-majeur              | F-majeur               | Johannes Brahms                         |
| 11  | Poco andante        | d-mineur              | d-mineur               | Albert Parlow (5)                       |
| 12  | Presto              | d-mineur              | d-mineur               | Albert Parlow                           |
| 13  | Andantino grazioso  | D-majeur              | D-majeur               | Albert Parlow                           |
| 14  | Un poco andante     | d-mineur              | d-mineur               | Albert Parlow                           |
| 15  | Allegretto grazioso | Bes-majeur            | Bes-majeur             | Albert Parlow                           |
| 16  | Con moto            | F-majeur              | F-majeur               | Albert Parlow                           |
| 17  | Andantino           | fis-mineur            | fis-mineur             | Antonín Dvořák (6)                      |
| 18  | Molto vivace        | D-majeur              | D-majeur               | Antonín Dvořák                          |
| 19  | Allegretto          | b-mineur              | b-mineur               | Antonín Dvořák                          |
| 20  | Poco allegretto     | e-mineur              | e-mineur               | Antonín Dvořák                          |
| 21  | Vivace              | e-mineur              | e-mineur               | Antonín Dvořák                          |

De bezettingen van de orkestversies zijn als volgt:
- Nr. 1, 3 en 10 in de orkestratie van Brahms: 3 dwarsfluiten (3e piccolo), 2 hobo's, 2 klarinetten, 2 fagotten, 4 hoorns, 2 trompetten, pauken en slagwerk (2 spelers), strijkers;
- Nr. 2 en 7 in de orkestratie van Andreas Hallén: 2 dwarsfluiten, 2 hobo's, 2 klarinetten, 2 fagotten, 4 hoorns, 2 trompetten, 3 trombones, pauken en slagwerk (1 speler), strijkers;
- Nr. 5 en 6 in de orkestratie van Albert Parlow: als Hallén, maar 2e fluit dubbelt op piccolo en zonder de extra slagwerker;
- Nr. 5, 6 en 7 in de orkestratie van Martin Schmeling: als Hallén, maar met 3e fluit/ piccolo en 3 slagwerkers;
- Nr. 11-16 in de orkestratie van Albert Parlow: als Hallén, maar met 3e fluit/piccolo, geen extra slagwerker en met harp;
- Nr. 17-21 in de orkestratie van Antonín Dvořák: als Hallén, maar 2e fluit dubbelt op piccolo en met 3 slagwerkers. Harp ad libitum in nr. 21.

## Geluidsbestanden
|  | |
|  | Hongaarse dans nr. 5 in g-mineur, uitgevoerd door de Fulda Symphonic Orchestra o.l.v. Simon Schindler (download·info) |

|  | |
|  | Hongaarse dans nr. 5 in fis-mineur, gespeeld door Arthur Nikisch voor een pianorol-opname (Welte-Mignon) op 9 februari 1906 (download·info) |

|  | |
|  | Hongaarse dans nr. 6 in D-majeur uitgevoerd door de Fulda Symphonic Orchestra o.l.v. Simon Schindler (download·info) |

## Trivia
- De vijfde dans wordt gebruikt in de film The Great Dictator van Charlie Chaplin. De acteur speelt de rol van een kapper en scheert zijn klant op de maat van de muziek.